# Malouetia bubalina
Malouetia bubalina är en oleanderväxtart som beskrevs av M.E. Endress. Malouetia bubalina ingår i släktet Malouetia och familjen oleanderväxter. Inga underarter finns listade i Catalogue of Life.